# Hilary Hahn
Hilary Hahn (Lexington, Virgínia, Estats Units d'Amèrica, 27 de novembre de 1979) és una violinista estatunidenca, guanyadora de tres premis Grammy. Ha actuat arreu del món com a solista amb les principals orquestres i directors, així com en recitals.

## Primers anys
Nena prodigi, a 3 anys es va mudar a Baltimore, Maryland, on va començar a estudiar violí un mes abans de complir els 4 anys, en el conservatori Peabody. Va donar el seu primer recital a 9 anys.
Entre 1984 i 1989 va estudiar amb Klara Berkovich. El 1990, a 10 anys, va ser admesa en el Curtis Institute of Music de Filadèlfia, on va estudiar sota la tutela de Jascha Brodsky durant els següents set anys. El 1991 va fer el seu debut amb l'Orquestra Simfònica de Baltimore.
El seu debut internacional va tenir lloc el 1995, quan va interpretar, juntament amb l'Orquestra Simfònica de la Ràdio de Baviera i sota la direcció de Lorin Maazel, el Concert per a violí i orquestra de Ludwig van Beethoven.
Va complir els requisits per graduar-se en el Curtis Institute a 16 anys, però va decidir romandre alguns anys més a l'institut per rebre diversos cursos optatius de literatura, poesia, anglès, alemany i història. Durant aquest temps va practicar el violí amb Jaime Laredo i va estudiar música de cambra, contrapunt, harmonia, història de la música, composició i direcció, encara que va indicar en una entrevista que la disciplina que més li interessa era la interpretació. Es va graduar el 1999.

## Carrera

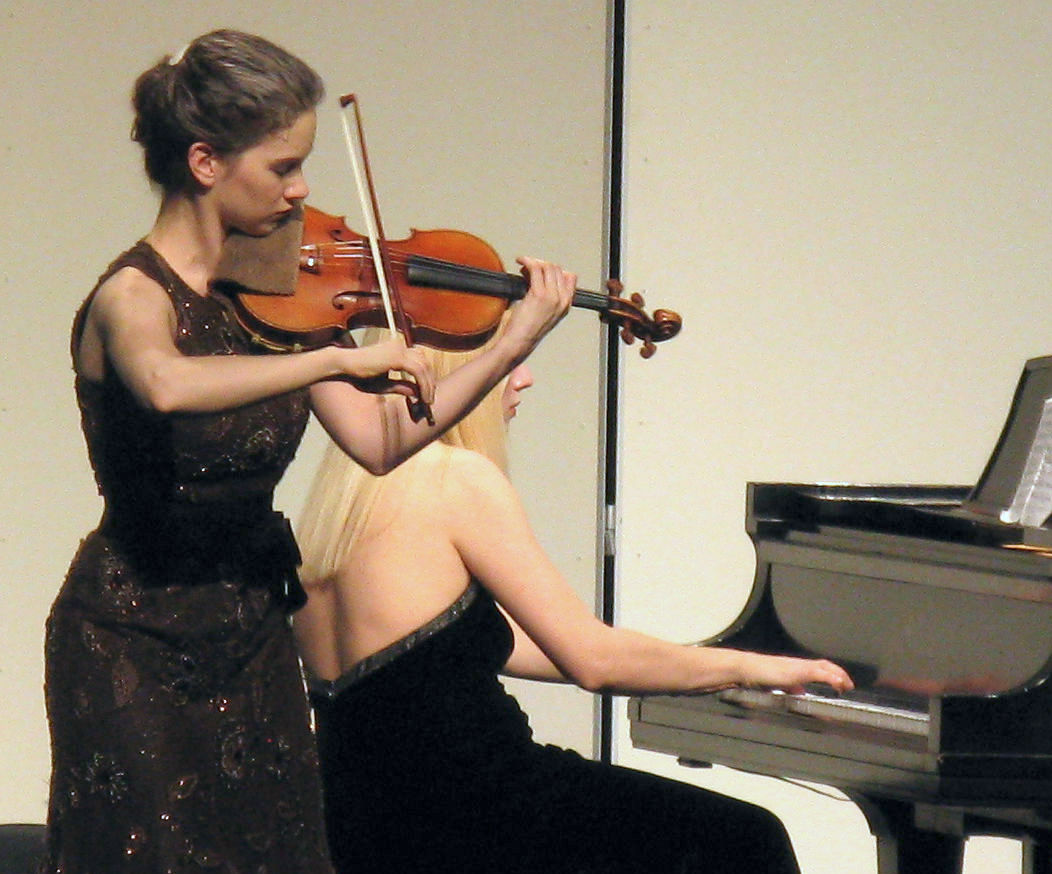
Hilary Hahn, violí, i Valentina Lisitsa, piano, durant un concert en el Kuss Auditorium, Clark State Performing Arts Center, Springfield, Ohio, el 3 de març de 2009.

El 1996 va signar un contracte exclusiu amb Sony Classical, segell amb el qual va gravar cinc àlbums. Després de l'expiració del contracte el 2002, i a causa de diferències de criteri en els seus següents enregistraments, Hilary va decidir no renovar el seu contracte amb Sony, per signar en 2003 un altre contracte en exclusiva amb Deutsche Grammophon, companyia amb la qual fins avui ha gravat 4 discos. El 16 d'abril del 2007, va participar com a solista amb l'Orquestra Simfònica de la Ràdio de Stuttgart, en un concert dirigit per Gustavo Dudamel, per commemorar el vuitantè aniversari del Papa Benet XVI; entre l'audiència es trobaven el Papa i altres mandataris de l'Església.
Ha recorregut el món sencer tocant amb l'Orquestra Simfònica de Londres, l'Orquestra Filharmònica de Nova York o l'Orquestra Simfònica de Singapur, entre d'altres. A part de la seva carrera com a solista, ha participat en diversos festivals de música de cambra.
A més, va interpretar la part de violí solista en la banda sonora de la pel·lícula El Bosc (The Village), de M. Night Shyamalan, composta per James Newton Howard, i ha col·laborat amb la banda And You Will Know Us By The Trail Of Dead.

## Instrument
Hilary Hahn toca un violí Vuillaume de 1864 que va pertànyer al violinista rus Samuel Lande, amic de Klara Berkovich, i utilitza arcs fabricats per Paul Jombar i Emil Miquel. El seu violí, fet per Jean-Baptiste Vuillaume (considerat el millor lutier de la seva època) és còpia del famós Guarnerius de 1743 anomenat "il cannone" de Paganini.
En una entrevista a la televisió danesa, Hilary Hahn va dir que gairebé mai perd de vista el seu instrument. Hahn ha tocat aquest mateix instrument des dels tretze anys.
Hahn va adquirir un segon Vuillaume, un model de 1865 basat parcialment en el Stradivarius "Alard" de 1715, que era propietat de Delphin Alard, gendre de Vuillaume. Hahn toca aquest violí amb un arc Tubbs. En una entrevista de 2019 mencionava que després d'una esforçada adaptació en aquell moment preferia aquest instrument, tot opinant que la relació intèrpret-instrument és complexa, i afegint que aquest segon Vuillaume "és àgil, però potent, respon als meus matisos més subtils, es mou amb mi; és com una extensió de mi mateixa", però concedint que comparat amb el model de 1864 "aquesta diferència pot ser psicològica". En la mateixa entrevista mencionava que "el meu nom està associat a Vuillaume".
El cas de Hahn il·lustra la molt complexa relació entre els grans intèrprets i els seus instruments. Una figura de la talla Hahn podria gaudir de l'ús d'un instrument del segle xviii valorat en diversos milions de dòlars, però mostra les seves preferències personals que poden estar influenciades per haver merescudament gaudit de l'excepcional Villaume de 1864 des dels tretze anys. En tot cas, les refinades adaptacions entre Hahn i els seus instruments Villaume són una referència de gran interès.
Diversos compositors han escrit peces musicals especialment per a ella, com ara Edgar Meyer, Jennifer Higdon i Antón García Abril.

## Vida personal
Hahn va anunciar en el seu perfil oficial de Facebook el 17 de març de 2015 que ella i el seu espòs esperaven el seu primer fill. Al setembre, Hilary va revelar que havia estat mare d'una nena, a qui va posar per nom Zelda.
El maig de 2018 varen tenir la seva segona filla, Nadia. L'1 de setembre de 2019 va anunciar que es prendria un "any sabàtic", amb la intenció de reprendre les actuacions la temporada 2020–21.

## Discografia
Sony Classical
- Hilary Hahn plays Bach (1997)
Hilary Hahn, violí
- Beethoven Violin Concerto/Bernstein Serenade (1999)
Hilary Hahn, violí
Baltimore Symphony Orchestra
David Zinman, director
Nominat al premi Grammy a la millor actuació instrumental solista amb orquestra
- Barber & Meyer Violin Concertos (2000)
Hilary Hahn, violí
Saint Paul Chamber Orchestra
Hugh Wolff, director
- Brahms & Stravinsky Violin Concertos (2001)
Hilary Hahn, violí
Academy of Saint Martin in the Fields
Sir Neville Marriner, director
Premi Grammy a la millor actuació instrumental solista amb orquestra
- Mendelssohn & Shostakovich Concertos (2002)
Hilary Hahn, violí
Oslo Philharmonic Orchestra
Marek Janowski and Hugh Wolff, directors

Hollywood Records
- The Village Motion Picture Soundtrack (2004)
Hilary Hahn, featured violinist
Music composed by James Newton Howard

Deutsche Grammophon
- Bach Concertos (2003)
Hilary Hahn, violí
Margaret Batjer, violí; Allan Vogel, oboè
Los Angeles Chamber Orchestra
Jeffrey Kahane, director
- Elgar: Violin Concerto; Vaughan Williams: The Lark Ascending (2004)
Hilary Hahn, violí
Orquestra Simfònica de Londres
Colin Davis, director
- Mozart Violin Sonates (2005)
Hilary Hahn, violí; Natalie Zhu, piano
- Paganini: violin Concerto no. 1; Louis Spohr: Violin Concerto no. 8 (2006)
Hilary Hahn, violí
Swedish Radio Symphony Orchestra
Eiji Oue, director
- Schoenberg/Sibelius: Violin Concertos (2008)
Hilary Hahn, violí
Swedish Radio Symphony Orchestra
Esa-Pekka Salonen, director
- Higdon & Tchaikovsky Violin Concertos (2010)
Hilary Hahn, violí
Royal Liverpool Philharmonic Orchestra
Vasily Petrenko, director
- Charles Ives: Four Sonates (2011)
Hilary Hahn, violí
Valentina Lisitsa, piano